# Токоруа
Токоруа — острів із групи островів Гамб'є Французької Полінезії. Ім'я означає «компаньйон, товариш» (або «двоє» мовою маорі) місцевою мовою Мангарева.